# 辛格阿姆普内里
辛格阿姆普内里（Singampuneri），是印度泰米尔纳德邦Sivaganga县的一个城镇。总人口16415（2001年）。

## 人口
该地2001年总人口16415人，其中男性8220人，女性8195人；0—6岁人口1887人，其中男981人，女906人；识字率71.28%，其中男性为78.00%，女性为64.54%。